# Ausführer
Der Ausführer ist im Außenwirtschaftsrecht derjenige, der für eine Ausfuhr maßgeblich die Verantwortung trägt. Er hat für die Einhaltung der gesetzlichen Bestimmungen Sorge zu tragen und wird bei Verstößen gegen diese entsprechend belangt.
Der Ausführer ist im in der Bundesrepublik Deutschland geltenden Recht unterschiedlich definiert. Die Definitionen des europäischen Zollrechts und des nationalen Außenwirtschaftsrechts sind nicht deckungsgleich, sondern unterscheiden sich im Detail. Auch in der Dual-Use-Verordnung ist der Ausführer definiert. Es muss somit je nach einschlägiger Rechtsmaterie die jeweils anzuwendende Definition ausgewählt werden. Dies ist insbesondere komplex, da das Ausfuhrverfahren grundsätzlich ein Zollverfahren ist, jedoch die Ausfuhren den Beschränkungen des Außenwirtschaftsrechtes und der Dual-Use-VO unterliegen.

## Ausführer nach Außenwirtschaftsrecht
Der Begriff des Ausführers nach dem Außenwirtschaftsrecht ist in § 2 AWG definiert. Diese Definition ist der Definition des Ausführers in Art. 2 lit. c der Dual-Use-VO sehr ähnlich, nimmt jedoch nur auf Ausfuhren in Drittländer Bezug. Der Ausführer ist hier als diejenige Person definiert, welche zum Zeitpunkt der Ausfuhr Vertragspartner des Empfängers in einem Drittland ist und über die Versendung der Güter bestimmt. Diese Definition zielt also auf den Geschäftsherren der Ausfuhr ab und nicht auf den Beförderer der Waren (Spediteur, Frachtführer). Der Fahrer des grenzüberschreitenden Beförderungsmittels wird somit in aller Regel nicht der Ausführer sein. Er ist bloß dessen Erfüllungsgehilfe.
Handelt der Vertragspartner des Drittländers nicht für sich selbst, ist also zum Beispiel nur als Strohmann oder Vermittler tätig, so ist derjenige Ausführer, welcher tatsächlich über die Ausfuhr bestimmt. Diese Regelung ist insbesondere für Ausfuhren über Subunternehmer von Relevanz. Die Definition des Ausführers über diese Geschäftsherrentheorie stützte auch das Bundesverfassungsgericht; die Theorie ist seit der Definition des Ausführers in § 2 Nr. 3 Dual-Use-Verordnung nicht mehr anwendbar. Da der Begriff der Ausfuhr auch die Übermittlung von Datenverarbeitungsprogrammen oder Technologie im Wege der Datenübertragung umfasst, ist auch derjenige, der eine solche elektronische Übertragung veranlasst, Ausführer im Sinne des § 2 Abs. 2 Satz 3 AWG.
Als Ausführer gilt immer die inländische Vertragspartei, selbst wenn die eigentlichen Verfügungsrechte über die auszuführenden Güter bei einem Drittländer liegen. Wird also ein inländisches Handelsunternehmen von einem Unternehmen in Land A beauftragt Waren nach Land B zu einem dortigen Empfänger zu liefern, so ist zwar das Unternehmen in Land A Herr über das Ausfuhrverfahren, aber das inländische Unternehmen ist Ausführer im Sinne des Außenwirtschaftsrechts.

## Ausführer nach Zollrecht
Im Zollrecht ist der Ausführer in Art. 788 der ZK-DVO definiert. Diese Definition erstreckt sich nur auf den Art. 161 Abs. 5 Zollkodex. Ausführer ist nach dieser Definition die Person, für deren Rechnung die Ausfuhranmeldung abgegeben wird und die zum Zeitpunkt der Annahme der Ausfuhranmeldung Eigentümer der Waren ist oder das Verfügungsrecht über diese hat.
Gemäß Art. 788 Abs. 2 ZK-DVO kann nur der in der Gemeinschaft ansässige Beteiligte Ausführer sein, selbst wenn die Definition des Art. 788 Abs. 1 ZK-DVO nicht auf ihn zutrifft.

## Folgen der Abweichungen
Diese abweichende Definition kann in der Praxis zur Folge haben, dass der Ausführer im Sinne des Außenwirtschaftsrechts ein Anderer ist als der Ausführer im Sinne des Zollrechts, da das Zollrecht auf die Person abzielt, für deren Rechnung das Ausfuhrgeschäft getätigt wird. Ist diese verschieden von der Person, welche der tatsächliche Geschäftsherr über die Ausfuhr ist, gibt es in solchen Fällen zwei Ausführer. In der Praxis sind solche Fälle die Ausnahme. In der Regel sind der Ausführer nach Zollrecht und Außenwirtschaftsrecht identisch.
Wurde jedoch eine Ware z. B. ohne Abgabe einer richtigen Zollanmeldung ausgeführt kommen für die bußgeldrechtliche Ahndung der Ausführer nach Außenwirtschaftsrecht und der Ausführer nach Zollrecht in Betracht. In solchen Fällen ist der jeweilige Tatbeitrag hinsichtlich der Ahndung abzuwägen.